# Eisschnelllauf-Mehrkampfweltmeisterschaft 2013

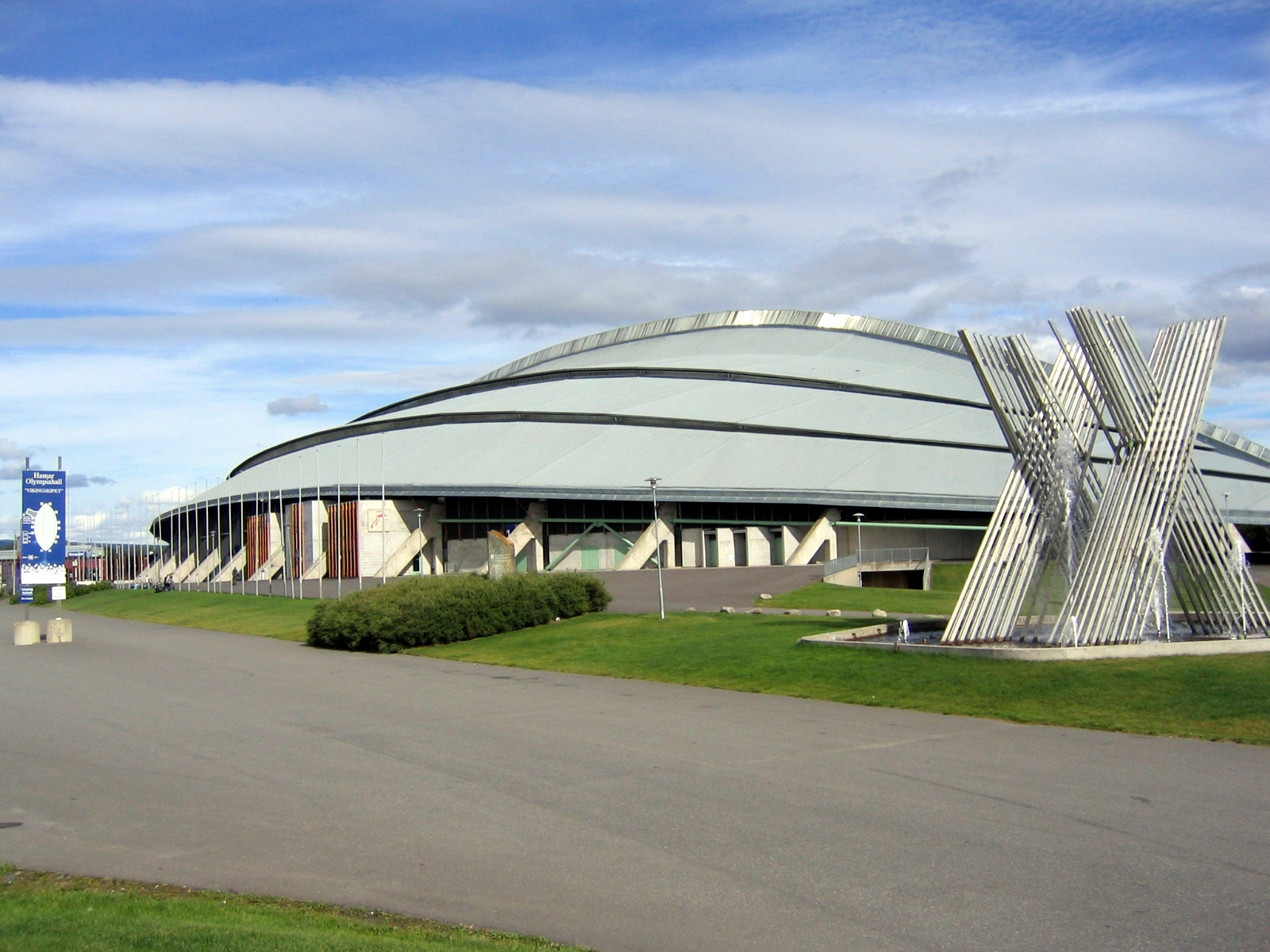
Vikingskipet – das "Wikingerschiff" in Hamar

Die 107. Mehrkampfweltmeisterschaft (71. der Frauen) fand vom 16. bis 17. Februar 2013 im norwegischen Hamar statt. Die Wettbewerbe wurden im Vikingskipet ausgetragen.
Bei den Frauen siegte zum vierten Mal die Niederländerin Ireen Wüst. Als erster Eisschnellläufer in der bisherigen WM-Geschichte gewann ihr Landsmann Sven Kramer zum sechsten Mal den Mehrkampf-Titel. Beide konnten somit auch ihre Vorjahrestitel verteidigen.
Die deutsche Teilnehmerin Claudia Pechstein musste nach zwei Läufen erkältungsbedingt aufgeben. Bei den Herren verpasste Moritz Geisreiter aus Inzell den Einzug ins Finale und belegte in der Gesamtwertung Rang 18.

## Teilnehmende Nationen
- 48 Athleten, 24 Frauen und Männer, nahmen an der Weltmeisterschaft teil.[1] Insgesamt waren 14 Nationen vertreten.[1]

| Teilnehmende Nationen (Frauen/Männer)           | Teilnehmende Nationen (Frauen/Männer) | Teilnehmende Nationen (Frauen/Männer) | Teilnehmende Nationen (Frauen/Männer) |
| ----------------------------------------------- | ------------------------------------- | ------------------------------------- | ------------------------------------- |
| Belgien Volksrepublik China Deutschland Italien | Japan Kanada Kasachstan Lettland      | Niederlande Norwegen Österreich Polen | Russland Vereinigte Staaten           |

## Wettbewerb
Bei der Mehrkampfweltmeisterschaft geht es über jeweils vier Distanzen. Die Frauen laufen 500, 3000, 1500 und 5000 Meter und die Männer 500, 5000, 1500 und 10.000 Meter. Jede gelaufene Einzelstreckenzeit wird in Sekunden auf 500 m heruntergerechnet und addiert. Die Summe ergibt die Gesamtpunktzahl. Zur letzten Distanz (5000 m Frauen/10.000 m Männer) treten nur noch acht Teilnehmer an. Zugelassen werden Athleten, die sowohl in der Gesamtwertung nach drei Strecken als auch über die zweitlängste Distanz (3000 m Frauen/5000 m Männer) unter den besten 12 liegen und zusätzlich die bestplatzierten Athleten in der Gesamtwertung oder in der Einzelwertung über die zweitlängste Distanz. Meister wird, wer nach vier Strecken die niedrigste Gesamtpunktzahl erlaufen hat.

### Frauen

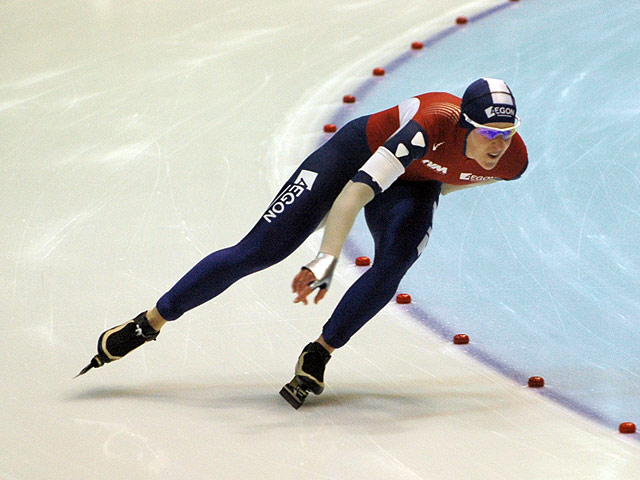
Mehrkampf-Weltmeisterin Ireen Wüst

#### Endstand Kleiner-Vierkampf
- Zeigt die acht erfolgreichsten Sportlerinnen der Mehrkampf-WM (Finalteilnahme über 5000 Meter)
- Die Zahl in Klammern gibt die Platzierung je Einzelstrecke an, fett gedruckt die jeweils Schnellste.

| Rang | Name                 | 500 Meter    | Pkt.   | 3000 Meter       | Pkt.   | 1500 Meter       | Pkt.   | 5000 Meter      | Pkt.   | Gesamt- Punkte |
| ---- | -------------------- | ------------ | ------ | ---------------- | ------ | ---------------- | ------ | --------------- | ------ | -------------- |
| 01   | Ireen Wüst           | 39,35 s (2)  | 39,350 | 4:05,41 min (1)  | 40,901 | 1:56,30 min (1)  | 38,766 | 7:05,13 min (1) | 42,513 | 161,530        |
| 02   | Diane Valkenburg     | 39,77 s (7)  | 39,770 | 4:08,12 min (2)  | 41,353 | 1:57,87 min (5)  | 39,290 | 7:07,07 min (2) | 42,707 | 163,120        |
| 03   | Jekaterina Schichowa | 39,57 s (5)  | 39,570 | 4:08,74 min (4)  | 41,456 | 1:56,31 min (2)  | 38,770 | 7:16,48 min (5) | 43,648 | 163,444        |
| 04   | Linda de Vries       | 40,44 s (12) | 40,440 | 4:10,20 min (5)  | 41,700 | 1:57,46 min (3)  | 39,153 | 7:09,23 min (3) | 42,923 | 164,216        |
| 05   | Ida Njåtun           | 40,03 s (9)  | 40,030 | 4:08,64 min (3)  | 41,440 | 1:58,41 min (7)  | 39,470 | 7:17,26 min (6) | 43,726 | 164,666        |
| 06   | Jewgenija Dmitrijewa | 40,02 s (8)  | 40,020 | 4:10,57 min (6)  | 41,761 | 1:59,14 min (8)  | 39,713 | 7:19,03 min (7) | 43,903 | 165,397        |
| 07   | Lotte van Beek       | 39,44 s (3)  | 39,440 | 4:17,17 min (15) | 42,861 | 1:58,07 min (6)  | 39,356 | 7:32,59 min (8) | 45,259 | 166,916        |
| 08   | Masako Hozumi        | 41,85 s (23) | 41,850 | 4:11,60 min (7)  | 41,933 | 2:01,05 min (16) | 40,350 | 7:10,19 min (4) | 43,019 | 167,152        |
|      |                      |              |        |                  |        |                  |        |                 |        |                |
| 18   | Anna Rokita          | 41,34 s (20) | 41,340 | 4:17,49 min (17) | 42,915 | 2:02,66 min (20) | 40,886 | DNS             | DNS    |                |
| 24   | Claudia Pechstein    | 40,68 s (15) | 40,680 | 4:15,87 min (13) | 42,645 | DNS              | DNS    | DNS             | DNS    |                |

#### 500 Meter
| Platz | Name                 | Land        | Zeit    | Punkte |
| ----- | -------------------- | ----------- | ------- | ------ |
| 01    | Christine Nesbitt    | Kanada      | 38,60 s | 38,600 |
| 02    | Ireen Wüst           | Niederlande | 39,35 s | 39,350 |
| 03    | Lotte van Beek       | Niederlande | 39,44 s | 39,440 |
| 04    | Miho Takagi          | Japan       | 39,53 s | 39,530 |
| 05    | Jekaterina Schichowa | Russland    | 39,57 s | 39,570 |
| 06    | Kali Christ          | Kanada      | 39,66 s | 39,660 |
| 07    | Diane Valkenburg     | Niederlande | 39,77 s | 39,770 |
| 08    | Jewgenija Dmitrijewa | Russland    | 40,02 s | 40,020 |
| 09    | Ida Njåtun           | Norwegen    | 40,03 s | 40,030 |
| 10    | Brittany Schussler   | Kanada      | 40,17 s | 40,170 |
|       |                      |             |         |        |
| 15    | Claudia Pechstein    | Deutschland | 40,68 s | 40,680 |
| 24    | Anna Rokita          | Österreich  | 41,34 s | 41,340 |

#### 3000 Meter
| Platz | Name                 | Land               | Zeit        | Punkte |
| ----- | -------------------- | ------------------ | ----------- | ------ |
| 01    | Ireen Wüst           | Niederlande        | 4:05,41 min | 40,901 |
| 02    | Diane Valkenburg     | Niederlande        | 4:08,12 min | 41,353 |
| 03    | Ida Njåtun           | Norwegen           | 4:08,64 min | 41,440 |
| 04    | Jekaterina Schichowa | Russland           | 4:08,74 min | 41,456 |
| 05    | Linda de Vries       | Niederlande        | 4:10,20 min | 41,700 |
| 06    | Jewgenija Dmitrijewa | Russland           | 4:10,57 min | 41,761 |
| 07    | Masako Hozumi        | Japan              | 4:11,60 min | 41,933 |
| 08    | Mari Hemmer          | Norwegen           | 4:12,50 min | 42,083 |
| 09    | Brittany Schussler   | Vereinigte Staaten | 4:13,24 min | 42,206 |
| 10    | Natalia Czerwonka    | Polen              | 4:14,93 min | 42,488 |
|       |                      |                    |             |        |
| 13    | Claudia Pechstein    | Deutschland        | 4:15,87 min | 42,645 |
| 17    | Anna Rokita          | Österreich         | 4:17,49 min | 42,915 |

#### 1500 Meter
| Platz | Name                 | Land        | Zeit        | Punkte |
| ----- | -------------------- | ----------- | ----------- | ------ |
| 01    | Ireen Wüst           | Niederlande | 1:56,30 min | 38,766 |
| 02    | Jekaterina Schichowa | Russland    | 1:56,31 min | 38,770 |
| 03    | Linda de Vries       | Niederlande | 1:57,46 min | 39,153 |
| 04    | Christine Nesbitt    | Kanada      | 1:57,47 min | 39,156 |
| 05    | Diane Valkenburg     | Niederlande | 1:57,87 min | 39,290 |
| 06    | Lotte van Beek       | Niederlande | 1:58,07 min | 39,356 |
| 07    | Ida Njåtun           | Norwegen    | 1:58,41 min | 39,470 |
| 08    | Jewgenija Dmitrijewa | Russland    | 1:59,14 min | 39,713 |
| 09    | Brittany Schussler   | Kanada      | 1:59,90 min | 39,966 |
| 10    | Miho Takagi          | Japan       | 1:59,94 min | 39,980 |
|       |                      |             |             |        |
| 20    | Anna Rokita          | Österreich  | 2:02,66 min | 40,886 |

#### 5000 Meter
| Platz | Name                 | Land        | Zeit        | Punkte  |
| ----- | -------------------- | ----------- | ----------- | ------- |
| 01    | Ireen Wüst           | Niederlande | 7:05,13 min | 42,513  |
| 02    | Diane Valkenburg     | Niederlande | 7:07,07 min | 42,707  |
| 03    | Linda de Vries       | Niederlande | 7:09,23 min | 42,923  |
| 04    | Masako Hozumi        | Japan       | 7:10,19 min | 43,019  |
| 05    | Jekaterina Schichowa | Russland    | 7:16,48 min | 43,6408 |
| 06    | Ida Njåtun           | Norwegen    | 7:17,26 min | 43,726  |
| 07    | Jewgenija Dmitrijewa | Russland    | 7:19,03 min | 43,903  |
| 08    | Lotte van Beek       | Niederlande | 7:32,59 min | 45,259  |

### Männer

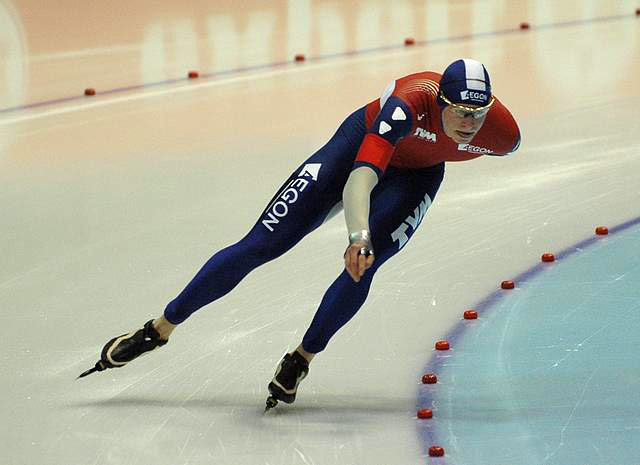
Mehrkampf-Weltmeister Sven Kramer

#### Endstand Großer-Vierkampf
- Zeigt die acht erfolgreichsten Sportler der Mehrkampf-WM (Finalteilnahme über 10.000 Meter)
- Die Zahl in Klammern gibt die Platzierung je Einzelstrecke an, fett gedruckt der jeweils Schnellste.

| Rang | Name                  | 500 Meter    | Pkt.   | 5000 Meter       | Pkt.   | 1500 Meter       | Pkt.   | 10.000 Meter     | Pkt.   | Gesamt- Punkte |
| ---- | --------------------- | ------------ | ------ | ---------------- | ------ | ---------------- | ------ | ---------------- | ------ | -------------- |
| 01   | Sven Kramer           | 36,71 s (9)  | 36,710 | 6:13,42 min (1)  | 37,342 | 1:46,75 min (4)  | 35,583 | 13:11,86 min (1) | 39,593 | 149,228        |
| 02   | Håvard Bøkko          | 36,01 s (2)  | 36,010 | 6:22,00 min (5)  | 38,200 | 1:46,34 min (1)  | 35,446 | 13:15,83 min (3) | 39,791 | 149,447        |
| 03   | Bart Swings           | 36,73 s (10) | 36,730 | 6:19,72 min (3)  | 37,972 | 1:46,51 min (3)  | 35,503 | 13:11,91 min (2) | 39,595 | 149,800        |
| 04   | Sverre Lunde Pedersen | 36,66 s (7)  | 36,660 | 6:20,06 min (4)  | 38,006 | 1:47,15 min (8)  | 35,716 | 13:25,65 min (4) | 40,282 | 150,664        |
| 05   | Iwan Skobrew          | 36,79 s (12) | 36,790 | 6:19,06 min (2)  | 37,906 | 1:46,92 min (6)  | 35,640 | 13:35,90 min (6) | 40,795 | 151,131        |
| 06   | Renz Rotteveel        | 36,92 s (14) | 36,920 | 6:25,12 min (7)  | 38,512 | 1:48,39 min (11) | 36,130 | 13:35,84 min (5) | 40,792 | 152,354        |
| 07   | Haralds Silovs        | 36,20 s (3)  | 36,200 | 6:32,52 min (12) | 39,252 | 1:47,11 min (7)  | 35,703 | 13:47,38 min (7) | 41,369 | 152,524        |
| 08   | Zbigniew Bródka       | 35,80 s (1)  | 35,800 | 6:35,88 min (15) | 39,588 | 1:46,49 min (2)  | 35,496 | 14:09,29 min (8) | 42,464 | 153,348        |
|      |                       |              |        |                  |        |                  |        |                  |        |                |
| 18   | Moritz Geisreiter     | 38,55 s (24) | 38,550 | 6:31,13 min (11) | 39,113 | 1:49,93 min (18) | 36,643 | DNS              | DNS    |                |
| 24   | Bram Smallenbroek     | 37,66 s (21) | 37,660 | DNS              | DNS    | DNS              | DNS    | DNS              | DNS    |                |

#### 500 Meter
| Platz | Name                  | Land                | Zeit    | Punkte |
| ----- | --------------------- | ------------------- | ------- | ------ |
| 01    | Zbigniew Bródka       | Polen               | 35,80 s | 35,800 |
| 02    | Håvard Bøkko          | Norwegen            | 36,01 s | 36,010 |
| 03    | Haralds Silovs        | Lettland            | 36,20 s | 36,200 |
| 04    | Jan Szymański         | Polen               | 36,39 s | 36,390 |
| 05    | Sun Longjiang         | Volksrepublik China | 36,50 s | 36,500 |
| 06    | Koen Verweij          | Niederlande         | 36,65 s | 36,650 |
| 07    | Sverre Lunde Pedersen | Norwegen            | 36,66 s | 36,660 |
| 08    | Jan Blokhuijsen       | Niederlande         | 36,68 s | 36,680 |
| 09    | Sven Kramer           | Niederlande         | 36,71 s | 36,710 |
| 10    | Bart Swings           | Belgien             | 36,73 s | 36,730 |
|       |                       |                     |         |        |
| 21    | Bram Smallenbroek     | Österreich          | 37,66 s | 37,660 |
| 24    | Moritz Geisreiter     | Deutschland         | 38,55 s | 38,550 |

#### 5000 Meter
| Platz | Name                  | Land               | Zeit        | Punkte |
| ----- | --------------------- | ------------------ | ----------- | ------ |
| 01    | Sven Kramer           | Niederlande        | 6:13,42 min | 37,342 |
| 02    | Iwan Skobrew          | Russland           | 6:19,06 min | 37,906 |
| 03    | Bart Swings           | Belgien            | 6:19,72 min | 37,972 |
| 04    | Sverre Lunde Pedersen | Norwegen           | 6:20,06 min | 38,006 |
| 05    | Håvard Bøkko          | Norwegen           | 6:22,00 min | 38,200 |
| 06    | Koen Verweij          | Niederlande        | 6:24,35 min | 38,435 |
| 07    | Renz Rotteveel        | Niederlande        | 6:25,12 min | 38,512 |
| 08    | Jan Blokhuijsen       | Niederlande        | 6:25,89 min | 38,589 |
| 09    | Jonathan Kuck         | Vereinigte Staaten | 6:27,62 min | 38,762 |
| 10    | Denis Juskow          | Russland           | 6:28,23 min | 38,823 |
| 11    | Moritz Geisreiter     | Deutschland        | 6:31,13 min | 39,113 |

#### 1500 Meter
| Platz | Name                  | Land        | Zeit        | Punkte |
| ----- | --------------------- | ----------- | ----------- | ------ |
| 01    | Håvard Bøkko          | Norwegen    | 1:46,34 min | 35,446 |
| 02    | Zbigniew Bródka       | Polen       | 1:46,49 min | 35,496 |
| 03    | Bart Swings           | Belgien     | 1:46,51 min | 35,503 |
| 04    | Sven Kramer           | Niederlande | 1:46,75 min | 35,583 |
| 05    | Denis Juskow          | Russland    | 1:46,77 min | 35,590 |
| 06    | Iwan Skobrew          | Russland    | 1:46,92 min | 35,640 |
| 07    | Haralds Silovs        | Lettland    | 1:47,11 min | 35,703 |
| 08    | Sverre Lunde Pedersen | Norwegen    | 1:47,15 min | 35,716 |
| 09    | Koen Verweij          | Niederlande | 1:47,51 min | 35,836 |
| 10    | Jan Szymański         | Polen       | 1:48,02 min | 36,006 |
|       |                       |             |             |        |
| 18    | Moritz Geisreiter     | Deutschland | 1:49,93 min | 36,643 |

#### 10.000 Meter
| Platz | Name                  | Land        | Zeit         | Punkte |
| ----- | --------------------- | ----------- | ------------ | ------ |
| 01    | Sven Kramer           | Niederlande | 13:11,86 min | 39,593 |
| 02    | Bart Swings           | Belgien     | 13:11,91 min | 39,595 |
| 03    | Håvard Bøkko          | Norwegen    | 13:15,83 min | 39,791 |
| 04    | Sverre Lunde Pedersen | Norwegen    | 13:25,65 min | 40,282 |
| 05    | Renz Rotteveel        | Niederlande | 13:35,84 min | 40,792 |
| 06    | Iwan Skobrew          | Russland    | 13:35,90 min | 40,795 |
| 07    | Haralds Silovs        | Lettland    | 13:47,38 min | 41,369 |
| 08    | Zbigniew Bródka       | Polen       | 14:09,29 min | 42,464 |